# Extraliga (Slowakei, Schach) 1992/93
Die Extraliga 1992/93 war die erste Spielzeit der slowakischen Extraliga im Schach.

## Teilnehmende Mannschaften und Modus
Für die Extraliga hatten sich mit ELAI Bratislava, ŠK Lokomotíva Trnava und ŠK Slovan Bratislava die drei bestplatzierten slowakischen Mannschaften der tschechoslowakischen Mannschaftsmeisterschaft 1991/92 qualifiziert, außerdem war ŠK Doprastav Bratislava aufgestiegen.
Die vier Mannschaften spielten ein dreifaches Rundenturnier an acht Brettern, über die Platzierung entschied zunächst die Anzahl der Mannschaftspunkte (zwei Punkte für einen Sieg, ein Punkt für ein Unentschieden, kein Punkt für eine Niederlage), anschließend die Anzahl der Brettpunkte (ein Punkt für eine Gewinnpartie, ein halber Punkt für eine Remispartie, kein Punkt für eine Verlustpartie). Ein Abstieg war nicht vorgesehen, da die Liga zur Saison 1993/94 auf 14 Mannschaften aufgestockt wurde.
Zu den gemeldeten Mannschaftskadern der teilnehmenden Vereine siehe Mannschaftskader der Extraliga (Slowakei, Schach) 1992/93.

## Termine
Die Wettkämpfe wurden gespielt am 28. und 29. November 1992, 9. und 10. Januar, 6. und 7. Februar, sowie 5., 6. und 7. März 1993.

## Saisonverlauf
Die Mannschaften von ELAI Bratislava und ŠK Lokomotíva Trnava gaben gegen ŠK Slovan Bratislava und ŠK Doprastav Bratislava jeweils nur ein Unentschieden ab, so dass der direkte Vergleich über die Titelvergabe entscheiden musste. ELAI Bratislava gewann die beiden ersten Wettkämpfe und stand damit vorzeitig als Meister fest.

## Abschlusstabelle
| Pl. | Verein                  | Sp | G | U | V | MP   | Brett-P.  |
| --- | ----------------------- | -- | - | - | - | ---- | --------- |
| 01. | ELAI Bratislava         | 9  | 7 | 1 | 1 | 15:3 | 47,0:25,0 |
| 02. | ŠK Lokomotíva Trnava    | 9  | 6 | 1 | 2 | 13:5 | 43,5:28,5 |
| 03. | ŠK Slovan Bratislava    | 9  | 3 | 1 | 5 | 7:11 | 32,0:40,0 |
| 04. | ŠK Doprastav Bratislava | 9  | 0 | 1 | 8 | 1:17 | 21,5:50,5 |

## Entscheidungen
|  | Slowakischer Meister: ELAI Bratislava |

## Kreuztabelle
| Ergebnisse | Ergebnisse              | 01. | 01. | 01. | 02. | 02. | 02. | 03. | 03. | 03. | 04. | 04. | 04. |
| ---------- | ----------------------- | --- | --- | --- | --- | --- | --- | --- | --- | --- | --- | --- | --- |
| 01.        | ELAI Bratislava         |     |     |     | 5   | 4½  | 3½  | 6   | 6   | 4   | 5   | 7   | 6   |
| 02.        | ŠK Lokomotíva Trnava    | 3   | 3½  | 4½  |     |     |     | 4½  | 5½  | 6½  | 5½  | 6½  | 4   |
| 03.        | ŠK Slovan Bratislava    | 2   | 2   | 4   | 3½  | 2½  | 1½  |     |     |     | 6½  | 5½  | 4½  |
| 04.        | ŠK Doprastav Bratislava | 3   | 1   | 2   | 2½  | 1½  | 4   | 1½  | 2½  | 3½  |     |     |     |

## Die Meistermannschaft
| 1.            | ELAI Bratislava |
| Schachfiguren | Igor Štohl, Karel Mokrý, Eduard Meduna, Igor Gažík, Róbert Tibenský, Tomáš Polák, Pavel Čertek, Michal Konopka, Sergiu-Henric Grünberg, Milan Kolesár, Oliver Kríž, Michal Hájek, Maxim Nowik. |